# Прыжки на батуте на летних Олимпийских играх 2024 — квалификация
В соревнованиях по прыжкам на батуте на летних Олимпийских играх 2024 года примут участие 32 спортсмена, по 16 мужчин и женщин. Максимум три НОК смогут получить по два квотных места для каждого пола, остальные НОК получат по одному квотному месту для каждого пола. Завоеванные олимпийские квоты не являются именными, каждый НОК самостоятельно выбирает спортсмена, который примет участие в летних Олимпийских играх 2024 года. Все участвующие спортсмены должны родиться не позднее 31 декабря 2007 года.

## Правила квалификации
Квоты на участие в олимпийском турнире Парижа-2024 будут распределяться следующим образом: 
- По восемь спортсменов каждого пола, занявшие высшие места по результатам финала Чемпионата мира по прыжкам на батуте 2023 года, получат по одному квотному месту для своего Национального олимпийского комитета, максимум по одному спортсмену на каждый НОК.

- В период с февраля 2023 по апрель 2024 будет проведено пять этапов Кубка мира. По трем лучшим результатам от двух до двенадцати спортсменов каждого пола, занявшие самые высокие места в рейтинге олимпийской квалификации, получат квотное место для своего НОК, максимум по одному на НОК, при условии, что их НОК не прошел квалификацию на чемпионате мира. Три спортсмена и спортсменки, занявшие самые высокие места в рейтинговом списке олимпийской квалификации, могут претендовать на второе квотное место для своего НОК при условии, что их НОК прошел квалификацию на чемпионате мира. Гимнасты, завоевавшие квотные места для своего НОК на чемпионате мира, могут участвовать в Кубке мира, но не могут получить дополнительные квотные места для своего НОК.

- До  четырех квотных мест будут распределены на континентальных отборочных турнирах, если ни один НОК из этого континента не пройдет квалификацию по результатам чемпионата мира и Кубка мира. Также по одному квотному месту у мужчин и женщин будет предоставлено принимающей стороне и Трехсторонней комиссии для соблюдения принципа универсальности.

## Квалификационные соревнования
| Соревнование                             | Дата                       | Место проведения |
| ---------------------------------------- | -------------------------- | ---------------- |
| Чемпионат мира по прыжкам на батуте 2023 | 9 — 12 ноября 2023         | Бирмингем        |
| Серия этапов Кубка мира 2023-2024        | февраль 2023 — апрель 2024 |                  |
| Континентальные отборочные турниры       | апрель — май 2024          |                  |

## Квалифицированные страны
| Страна                                | Мужчины | Женщины | Всего |
| ------------------------------------- | ------- | ------- | ----- |
| Австралия                             | 1       |         | 1     |
| Австрия                               | 1       |         | 1     |
| Азербайджан                           |         | 1       | 1     |
| Бразилия                              | 1       | 1       | 2     |
| Великобритания                        | 1       | 2       | 3     |
| Германия                              | 1       |         | 1     |
| Грузия                                |         | 1       | 1     |
| Египет                                |         | 1       | 1     |
| Испания                               | 1       | 1       | 2     |
| Казахстан                             | 1       |         | 1     |
| Канада                                |         | 1       | 1     |
| Китай                                 | 2       | 2       | 4     |
| Колумбия                              | 1       |         | 1     |
| Индивидуальные нейтральные спортсмены | 1       | 2       | 3     |
| Новая Зеландия                        | 1       | 1       | 2     |
| Португалия                            | 1       |         | 1     |
| США                                   | 1       | 1       | 2     |
| Франция                               | 1       | 1       | 2     |
| Япония                                | 1       | 1       | 2     |
| Всего: 19 НОК                         | 16      | 16      | 32    |

## Квалифицированные спортсмены

### Мужчины
| Соревнование                             | Лимит квот  | Получено квот | Страны                                | Квоту завоевал    | Заявленный спортсмен |
| ---------------------------------------- | ----------- | ------------- | ------------------------------------- | ----------------- | -------------------- |
| Чемпионат мира по прыжкам на батуте 2023 | до 8        | 1             | Китай                                 | Ван Цзысай        | Ван Цзысай           |
| Чемпионат мира по прыжкам на батуте 2023 | до 8        | 2             | Япония                                | Рюсэи Нисиока     | Рюсэи Нисиока        |
| Чемпионат мира по прыжкам на батуте 2023 | до 8        | 3             | Португалия                            | Габриэл Албукерке | Габриэл Албукерке    |
| Чемпионат мира по прыжкам на батуте 2023 | до 8        | 4             | Великобритания                        | Зак Перзаманос    | Зак Перзаманос       |
| Чемпионат мира по прыжкам на батуте 2023 | до 8        | 5             | Австрия                               | Бенни Вицани      | Бенни Вицани         |
| Серия этапов Кубка мира 2023-2024        | от 4 до 12  | 1             | Китай                                 | Янь Ланъюй        | Янь Ланъюй           |
| Серия этапов Кубка мира 2023-2024        | от 4 до 12  | 2             | Индивидуальные нейтральные спортсмены | Иван Литвинович   | Иван Литвинович      |
| Серия этапов Кубка мира 2023-2024        | от 4 до 12  | 3             | Новая Зеландия                        | Дилан Шмидт       | Дилан Шмидт          |
| Серия этапов Кубка мира 2023-2024        | от 4 до 12  | 4             | Франция                               | Пьер Гузу         | Пьер Гузу            |
| Серия этапов Кубка мира 2023-2024        | от 4 до 12  | 5             | Бразилия                              | Райан Дутра       | Райан Дутра          |
| Серия этапов Кубка мира 2023-2024        | от 4 до 12  | 6             | США                                   | Алексей Шостак    | Алексей Шостак       |
| Серия этапов Кубка мира 2023-2024        | от 4 до 12  | 7             | Испания                               | Давид Вега        | Давид Вега           |
| Серия этапов Кубка мира 2023-2024        | от 4 до 12  | 8             | Колумбия                              | Анхель Эрнандес   | Анхель Эрнандес      |
| Серия этапов Кубка мира 2023-2024        | от 4 до 12  | 9             | Казахстан                             | Данил Мусабаев    | Данил Мусабаев       |
| Серия этапов Кубка мира 2023-2024        | от 4 до 12  | 10            | Германия                              | Фабиан Фогель     | Фабиан Фогель        |
| Континентальные отборочные турниры       | Европа (1)  | 0             | —                                     | —                 | —                    |
| Континентальные отборочные турниры       | Азия (1)    | 0             | —                                     | —                 | —                    |
| Континентальные отборочные турниры       | Африка (1)  | 1             | —                                     | —                 | —                    |
| Континентальные отборочные турниры       | Америка (1) | 0             | —                                     | —                 | —                    |
| Континентальные отборочные турниры       | Океания (1) | 0             | —                                     | —                 | —                    |
| Принимающая страна                       |             | 0             | —                                     | —                 | —                    |
| Перераспределение квот                   |             | 1             | Австралия                             | —                 | Брок Бэтти           |
| Всего                                    |             | 16            |                                       |                   |                      |

### Женщины
| Соревнование                             | Лимит квот  | Получено квот | Страны                                | Квоту завоевал         | Заявленный спортсмен   |
| ---------------------------------------- | ----------- | ------------- | ------------------------------------- | ---------------------- | ---------------------- |
| Чемпионат мира по прыжкам на батуте 2023 | до 8        | 1             | США                                   | Джессика Стивенс       | Джессика Стивенс       |
| Чемпионат мира по прыжкам на батуте 2023 | до 8        | 2             | Китай                                 | Ху Ичэн                | Ху Ичэн                |
| Чемпионат мира по прыжкам на батуте 2023 | до 8        | 3             | Канада                                | Софиан Мето            | Софиан Мето            |
| Чемпионат мира по прыжкам на батуте 2023 | до 8        | 4             | Бразилия                              | Алиса Гомес            | Камилла Гомес          |
| Чемпионат мира по прыжкам на батуте 2023 | до 8        | 5             | Великобритания                        | Изабель Сонгхёрст      | Изабель Сонгхёрст      |
| Серия этапов Кубка мира 2023-2024        | от 4 до 12  | 1             | Китай                                 | Чжу Сюэин              | Чжу Сюэин              |
| Серия этапов Кубка мира 2023-2024        | от 4 до 12  | 2             | Великобритания                        | Бриони Пейдж           | Бриони Пейдж           |
| Серия этапов Кубка мира 2023-2024        | от 4 до 12  | 3             | Индивидуальные нейтральные спортсмены | Яна Лебедева           | Анжела Бладцева        |
| Серия этапов Кубка мира 2023-2024        | от 4 до 12  | 4             | Япония                                | Хикару Мори            | Хикару Мори            |
| Серия этапов Кубка мира 2023-2024        | от 4 до 12  | 5             | Франция                               | Леа Лабрус             | Леа Лабрус             |
| Серия этапов Кубка мира 2023-2024        | от 4 до 12  | 6             | Новая Зеландия                        | Мэдди Дэвидсон         | Мэдди Дэвидсон         |
| Серия этапов Кубка мира 2023-2024        | от 4 до 12  | 7             | Испания                               | Ноэми Ромеро Росарио   | Ноэми Ромеро Росарио   |
| Серия этапов Кубка мира 2023-2024        | от 4 до 12  | 8             | Азербайджан                           | Сельджан Магсудова     | Сельджан Магсудова     |
| Серия этапов Кубка мира 2023-2024        | от 4 до 12  | 9             | Индивидуальные нейтральные спортсмены | Виолеттта Бордиловская | Виолеттта Бордиловская |
| Серия этапов Кубка мира 2023-2024        | от 4 до 12  | 10            | Грузия                                | Люба Головина          | Люба Головина          |
| Континентальные отборочные турниры       | Европа (1)  | 0             | —                                     | —                      | —                      |
| Континентальные отборочные турниры       | Азия (1)    | 0             | —                                     | —                      | —                      |
| Континентальные отборочные турниры       | Африка (1)  | 1             | Египет                                | Малак Хамза            | Малак Хамза            |
| Континентальные отборочные турниры       | Америка (1) | 0             | —                                     | —                      | —                      |
| Континентальные отборочные турниры       | Океания (1) | 0             | —                                     | —                      | —                      |
| Принимающая страна                       |             | 0             | —                                     | —                      | —                      |
| Всего                                    |             | 16            |                                       |                        |                        |